# Liste des monuments historiques de Beauvais
Ce tableau présente la liste de tous les monuments historiques classés ou inscrits dans la ville de Beauvais, Oise, en France.

## Liste
| Monument                                                                           | Adresse                                               | Coordonnées                      | Notice         | Protection              | Date           | Illustration                                                                       |
| ---------------------------------------------------------------------------------- | ----------------------------------------------------- | -------------------------------- | -------------- | ----------------------- | -------------- | ---------------------------------------------------------------------------------- |
| Abbaye Saint-Lucien                                                                | Rue Saint-Lucien / rue Louis-Prache / rue de l'Abbaye | 49° 26′ 30″ nord, 2° 04′ 44″ est | « PA00114499 » | Classé Inscrit Classé   | 1930 1935 1965 | Abbaye Saint-Lucien                                                                |
| Bureau des Pauvres                                                                 | Rue de Buzenval Rue du 27-Juin Rue de Gesvres         | 49° 26′ 02″ nord, 2° 05′ 13″ est | « PA00114501 » | Classé Inscrit          | 1987           | Bureau des Pauvres                                                                 |
| Cathédrale Saint-Pierre                                                            |                                                       | 49° 25′ 57″ nord, 2° 04′ 53″ est | « PA00114502 » | Classé                  | 1840           | Cathédrale Saint-Pierre                                                            |
| Chapelle du cimetière de Notre-Dame-du-Thil                                        | Cimetière                                             | 49° 26′ 20″ nord, 2° 05′ 02″ est | « PA00114503 » | Classé                  | 1930           | Chapelle du cimetière de Notre-Dame-du-Thil                                        |
| Chapelle Saint-Joseph de Beauvais                                                  | 3 Rue Nully d'Hécourt                                 | 49° 25′ 47″ nord, 2° 06′ 25″ est | « PA60000105 » | Inscrit                 | 2022           | Chapelle Saint-Joseph de Beauvais                                                  |
| Cloître de la cathédrale                                                           | Rue de l'Abbé-Gelée                                   | 49° 25′ 58″ nord, 2° 04′ 53″ est | « PA00114504 » | Classé                  | 1927           | Cloître de la cathédrale                                                           |
| Église Notre-Dame de Marissel                                                      | Rue de Marissel                                       | 49° 25′ 48″ nord, 2° 06′ 24″ est | « PA00114506 » | Classé                  | 1913           | Église Notre-Dame de Marissel                                                      |
| Église Notre-Dame-de-la-Basse-Œuvre                                                | Rue du Musée Rue Saint-Pierre                         | 49° 25′ 58″ nord, 2° 04′ 51″ est | « PA00114505 » | Classé                  | 1840           | Église Notre-Dame-de-la-Basse-Œuvre                                                |
| Église Saint-Barthélemy                                                            | Place Saint-Barthélemy                                | 49° 25′ 54″ nord, 2° 04′ 55″ est | « PA00114507 » | Inscrit                 | 1930           | Église Saint-Barthélemy                                                            |
| Église Saint-Étienne                                                               | Rue de l'Étamine Rue Engrand-Leprince                 | 49° 25′ 44″ nord, 2° 04′ 49″ est | « PA00114508 » | Classé                  | 1846           | Église Saint-Étienne                                                               |
| Ferme du Gros Chêne                                                                | 236 rue de Savignies                                  | 49° 27′ 00″ nord, 2° 02′ 44″ est | « PA00114992 » | Inscrit                 | 1992           | Ferme du Gros Chêne                                                                |
| Hôtel de préfecture de l'Oise ancienne abbaye de Saint-Quentin                     | Place de la Préfecture                                | 49° 26′ 16″ nord, 2° 04′ 24″ est | « PA00114500 » | Classé Inscrit          | 1963 1989      | Hôtel de préfecture de l'Oise ancienne abbaye de Saint-Quentin                     |
| Hôtel de ville                                                                     | Place Jeanne-Hachette                                 | 49° 25′ 47″ nord, 2° 04′ 55″ est | « PA00114509 » | Classé                  | 1912           | Hôtel de ville                                                                     |
| Immeuble                                                                           | 8 rue Desgroux                                        | 49° 25′ 47″ nord, 2° 04′ 52″ est | « PA00114510 » | Classé                  | 1932           | Immeuble                                                                           |
| Lycée Félix-Faure (architecte : Norbert Maillart.)                                 | Boulevard de l'Assaut                                 | 49° 26′ 09″ nord, 2° 05′ 24″ est | « PA60000098 » | Inscrit                 | 2017           | Lycée Félix-Faure (architecte : Norbert Maillart.)                                 |
| Maison                                                                             | 42 rue Jules-Ferry Rue de l'Abbé du Bos               | 49° 26′ 06″ nord, 2° 04′ 59″ est | « PA60000002 » | Inscrit                 | 1996           | Maison                                                                             |
| Maison                                                                             | 4-6 rue de l'École du Chant 1 rue du Tourne-Broche    | 49° 25′ 56″ nord, 2° 04′ 44″ est | « PA60000001 » | Inscrit                 | 1996           | Maison                                                                             |
| Maison (ancien relais de poste dit "Hôtel du Lion d'Or" par delà la porte cochère) | 52 rue Gambetta                                       | 49° 26′ 02″ nord, 2° 05′ 08″ est | « PA00114512 » | Inscrit                 | 1932           | Maison (ancien relais de poste dit "Hôtel du Lion d'Or" par delà la porte cochère) |
| Maison                                                                             | 70 rue de la Madeleine                                | 49° 25′ 42″ nord, 2° 05′ 13″ est | « PA00114514 » | Inscrit                 | 1933           | Maison                                                                             |
| Maison à pans de bois                                                              | 21 rue Odet de Châtillon                              | 49° 25′ 30″ nord, 2° 05′ 08″ est | « PA60000106 » | Inscrit                 | 2022           | Image manquante Téléverser                                                         |
| Maison Gréber                                                                      | 63 rue de Calais                                      | 49° 26′ 16″ nord, 2° 04′ 59″ est | « PA00114511 » | Classé                  | 1979           | Maison Gréber                                                                      |
| Maison des Trois Piliers                                                           | Place Jeanne-Hachette                                 | à géolocaliser                   | « PA00114513 » | Classé Détruite en 1940 | 1889           | Maison des Trois Piliers                                                           |
| Maladrerie Saint-Lazare de Voisinlieu                                              | 201 rue de Paris                                      | 49° 24′ 53″ nord, 2° 06′ 06″ est | « PA00114515 » | Classé Inscrit          | 1939 1989      | Maladrerie Saint-Lazare de Voisinlieu                                              |
| Musée départemental de l'Oise                                                      | Rue du Musée                                          | 49° 25′ 58″ nord, 2° 04′ 48″ est | « PA00114516 » | Classé                  | 1862           | Musée départemental de l'Oise                                                      |
| Remparts gallo-romains                                                             | rue Philippe-de-Dreux                                 | 49° 25′ 56″ nord, 2° 04′ 59″ est | « PA00114517 » | Classé Inscrit          | 1889 1941 1949 | Remparts gallo-romains                                                             |
| Tour Boileau                                                                       | rue Desgroux / rue Têtard                             | 49° 25′ 35″ nord, 2° 04′ 31″ est | « PA00114518 » | Inscrit                 | 1930           | Tour Boileau                                                                       |